# Лунёв, Тимофей Тимофеевич
Тимофей Тимофеевич Лунёв (6 февраля 1926, Минск — 21 марта 1987, Минск) — советский легкоатлет (барьерный бег), чемпион и призёр чемпионатов СССР, многократный рекордсмен СССР, рекордсмен Европы, Заслуженный мастер спорта СССР (1968).

## Биография
Начал тренироваться в 1944 году в Новосибирске в эвакуации под руководством Бориса Левинсона. В 1947 году спортсмен и тренер переехали в Минск. 
Участвовал в летних Олимпийских играх 1952 года в Хельсинки. Выступал на беге на 400 метров с барьерам, где не смог попасть в финальный забег. Выступавший на этой же дистанции советский бегун Юрий Литуев стал серебряным призёром Олимпиады.
Лунёв окончил Белорусский государственный институт физкультуры в 1951 году.
После завершения спортивной карьеры работал на кафедре лёгкой атлетики в Белорусском государственном институте физкультуры. В эти годы проявилась его склонность к алкоголю. Умер в безвестности в 1987 году.

## Спортивные результаты
- Чемпионат СССР по лёгкой атлетике 1947:
  - Бег на 200 метров с барьерами —  (24,4 );
  - Бег на 400 метров с барьерами —  (55,6);
- Чемпионат СССР по лёгкой атлетике 1948:
  - Бег на 110 метров с барьерами —  (14,7);
  - Бег на 200 метров с барьерами —  (24,3 );
  - Бег на 400 метров с барьерами —  (54,0);
  - Эстафета 4×400 метров —  (3.20,8);
- Чемпионат СССР по лёгкой атлетике 1949:
  - Бег на 200 метров с барьерами —  (24,2; по ходу соревнований показал результат 24,0 );
  - Бег на 400 метров с барьерами —  (52,7 );
- Чемпионат СССР по лёгкой атлетике 1950:
  - Бег на 200 метров с барьерами —  (24,5);
  - Бег на 400 метров с барьерами —  (54,0);
- Чемпионат СССР по лёгкой атлетике 1951:
  - Бег на 110 метров с барьерами —  (14,7);
  - Бег на 200 метров с барьерами —  (23,9);
  - Бег на 400 метров с барьерами —  (52,0);
- Чемпионат СССР по лёгкой атлетике 1952:
  - Бег на 200 метров с барьерами —  (23,5);
  - Бег на 400 метров с барьерами —  (53,2);